# Serie A

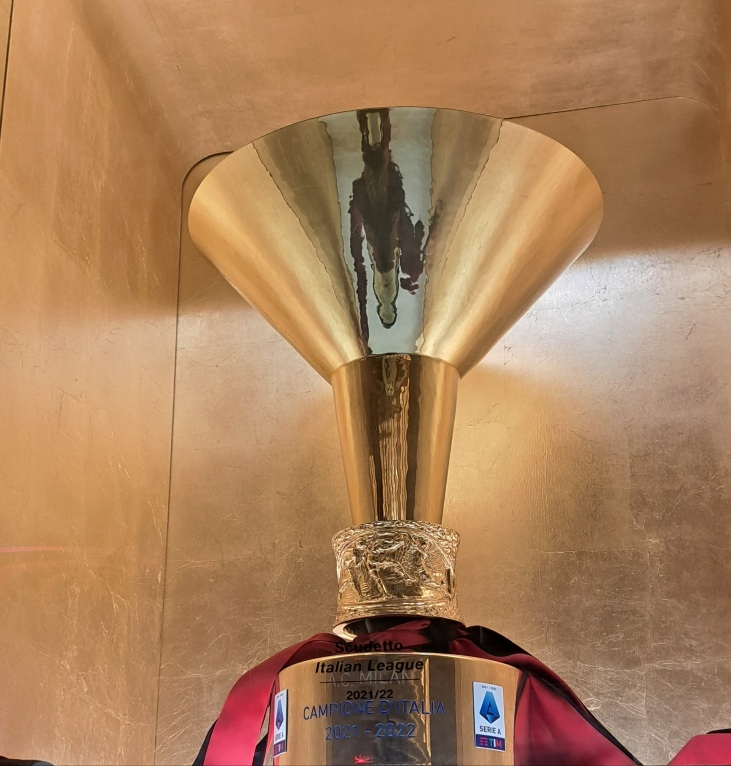
Meistertrophäe der Serie A

Die Serie A ist die höchste Spielklasse im italienischen Profifußball. Ihr formeller Name lautet Lega Nazionale Professionisti Serie A.
Ausrichter der Meisterschaft ist die Lega Nazionale Professionisti (deutsch „Nationale Profiliga“), in der Regel schlicht Lega Calcio genannt, eine Unterorganisation des italienischen Fußballverbandes Federazione Italiana Giuoco Calcio.
Der Meistertitel der Serie A wird umgangssprachlich als scudetto (deutsch „kleiner Schild“) bezeichnet, nach einem schildförmigen Abzeichen in den italienischen Nationalfarben, das der amtierende Meister in der Folgesaison auf dem Trikot trägt.
Erfolgreichster Teilnehmer ist Juventus Turin mit 36 gewonnenen Meisterschaften, gefolgt von Inter Mailand mit 20 und AC Mailand mit 19 Meisterschaften.
Insgesamt 18 Mal und damit am häufigsten wurden Spieler der Serie A zu Europas Fußballer des Jahres gewählt, am häufigsten Spieler von Juventus Turin (achtmal) und der AC Mailand (siebenmal). Darunter vier italienische Spieler. Siebenmal stellte die Serie A den offiziellen FIFA-Weltfußballer des Jahres, zuvor wurde neunmal (immer) ein Spieler der Serie A inoffizieller Weltfußballer des Jahres.
Die Serie A gehört gemäß der UEFA-Fünfjahreswertung mit der englischen Premier League, der spanischen Primera División und der deutschen Fußball-Bundesliga zu den bedeutendsten europäischen Ligen.
Die Saison 2025/26 startet am 24. August 2025 und endet am 24. Mai 2026.

## Grundsätzliches

Der scudetto, Trikotabzeichen des amtierenden Meisters.

Seit der Saison 2004/05 besteht die Liga aus 20 Vereinen (zuvor 18). Die Vereine auf den letzten drei Plätzen, die also im Lauf der Saison die wenigsten Punkte holen konnten, steigen in die zweite Liga, die Serie B, ab. Entsprechend steigen drei Mannschaften der Serie B (Platz 1 und 2 sowie der Sieger der Play-offs zwischen Platz 3 bis 6) in die Serie A auf. Bei Punktegleichheit zwischen mehreren Mannschaften entscheidet der direkte Vergleich zwischen diesen Teams. Bis zur Saison 2005/06 fanden am Saisonende bei Punktgleichheit Entscheidungsspiele statt. Zuletzt spielten am Ende der Saison 2004/05 der FC Parma und der FC Bologna ein direktes Duell gegen den Abstieg.
Saisonbeginn ist der italienische Supercup, der Ende August ausgetragen wird. Zu Werbezwecken findet dieser gelegentlich auch im Ausland statt. Die eigentliche Meisterschaft beginnt üblicherweise Anfang September und dauert bis Ende Mai. Nach dem Ende der Hinrunde im Dezember beginnt nach kurzer Winterpause die Rückrunde traditionell am 6. Januar. Jede Mannschaft spielt während der Saison zweimal gegen jede andere Mannschaft in der Liga, jeweils einmal im heimischen Stadion und einmal auswärts, in der Spielstätte des Gegners.
Spieltag der Serie A ist traditionell Sonntagnachmittag, zwei Partien werden jedoch regelmäßig am Samstag ausgetragen. Das Spitzenspiel der Runde wird üblicherweise Sonntagabend gespielt. Teilweise finden Englische Wochen statt, in denen Spiele auch dienstags und mittwochs ausgetragen werden.
Meister ist jene Mannschaft, die am Ende der 38 Spieltage an erster Position steht, also die meisten Punkte errungen hat. Aufgrund der Platzierung der italienischen Liga in der UEFA-Fünfjahreswertung berechtigen die ersten vier Plätze zur direkten Champions-League-Teilnahme. Die Plätze fünf und sechs berechtigen ebenso wie der Gewinn der Coppa Italia zur Teilnahme an der Europa League.

## Geschichte

### Vorgeschichte

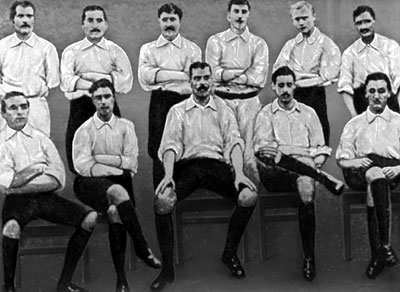
Der CFC Genua wurde 1898 erster italienischer Meister

Zwischen der Einführung der Meisterschaft 1898 bis nach der Saison 1928 wurde der italienische Meister in einer Meisterrunde zwischen den Siegern der diversen Regionalverbände ausgespielt, ähnlich dem deutschen System vor 1962. Die ersten italienischen Meisterschaften halten keinem aktuellen Vergleich stand. Es waren kleine Turniere, die an einem sonnigen Nachmittag ausgespielt wurden. Die erste italienische Meisterschaft fand am 8. Mai 1898 in Turin statt. Daran nahmen vier Mannschaften teil: Der spätere Meister CFC Genua sowie die Turiner Vereine Internazionale Torino, FC Torinese und Ginnastica Torino.

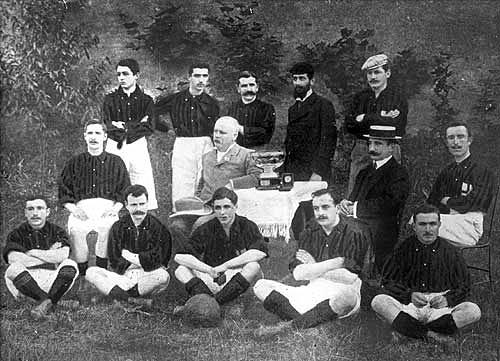
AC Mailand, Meister der Spielzeit 1901

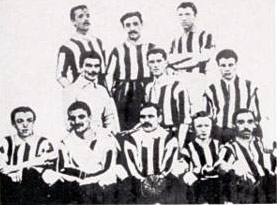
1905 folgte Juventus Turin, der „scudetto“ ging erstmals nach Turin

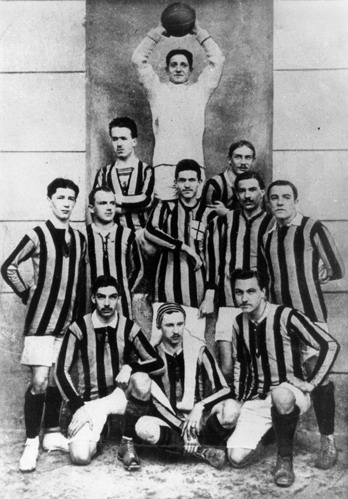
Inter Mailand tat es den Mailänder Stadtrivalen gleich und gewann 1910 ebenfalls im zweiten Jahr nach Vereinsgründung den ersten Meistertitel

Wegen des Ersten Weltkrieges pausierte die Meisterrunde von 1916 bis 1919. Schon bald wurde der Spielbetrieb wieder aufgenommen und nach altem Modus fortgefahren. In den Nachkriegswirren beanspruchten allerdings zwei Fußballverbände den italienischen Meistertitel für sich. Neben der Federazione Italiana Giuoco Calcio formierte sich 1919 die Confederazione Calcistica Italiana (CCI), in der ebenfalls eine Meisterschaft ausgespielt wurde. Dieser Verband ging jedoch bereits 1922 wieder in der FIGC auf, so dass es mit der SG Pro Vercelli (CCI) und US Novese (FIGC) in jenem Jahr ganz offiziell zwei italienische Meister gab.
Bald nach dem Krieg nahm das Interesse am Fußball enorm zu, und langsam etablierte sich der Profifußball. Der erste dokumentierte professionelle Fußballspieler war Virginio Rosetta, der 1923 von der US Pro Vercelli zu Juventus Turin wechselte. Edoardo Agnelli brachte Kapital zum Turiner Verein, wodurch es den Turinern ermöglicht wurde, Rosetta für die damalige Rekordsumme von 50.000 Lire nach Turin zu transferieren.
Die Professionalisierung des Fußballs brachte für die damaligen Seriensieger CFC Genua und US Pro Vercelli das Ende der Erfolge. Seit 1924 konnte weder Genua noch Pro Vercelli einen nationalen Titel auf Profiebene erringen.
1927 wurde dem zweiten Turiner Verein, dem FC Turin, der bereits gewonnene Titel aufgrund einer Regelwidrigkeit wieder aberkannt.

### Die ersten Jahre und der Zweite Weltkrieg (1929–1949)
Zu Beginn der Meisterschaft 1929 wurde der Spielmodus geändert. Seitdem wird der Meister nicht mehr unter den Regionalsiegern, sondern unter sämtlichen teilnehmenden Mannschaften ermittelt. Die Meisterschaft wurde dadurch verlängert, erstmals dauerte die Meisterschaft über den Jahreswechsel an. Weiterhin erzwang der damalige italienische Diktator Mussolini, der bekennender Fußballfan war, die Zusammenlegung der Mailänder Vereine Inter Mailand und US Milanese zu Ambrosiana Inter. Die Trennung erfolgt unmittelbar nach dessen Sturz 1943.
Wegen des Zweiten Weltkriegs musste die Austragung der Meisterschaft zwischen 1944 und 1946 erneut unterbrochen werden. Auch wenn es in dieser Zeit keine offiziellen Meister gab, wurde 1944 eine inoffizielle Meisterschaft ausgespielt, bei der die Mannschaft der AC Spezia, die mit Spielern aus der örtlichen Freiwilligen Feuerwehr verstärkt war, den Titel erringen konnte. Die Serie A nahm unter diesem Namen erstmals 1946 ihren regulären Spielbetrieb auf. Dem ging die Gründung der Lega Calcio mit Sitz in Mailand einher. Diese konstituierte sich erstmals am 14. Mai 1946. Zunächst entstand nur eine gesamtitalienische Profiliga; an dieser nahmen 1947/48 21 Mannschaften teil; es ist bis heute die höchste Anzahl an Vereinen. Eine darauf folgende Reform gründete die Serie A und Serie B mit jeweils 18 Mannschaften. Seitdem trägt die Serie A diesen Namen.

### Il Grande Torino

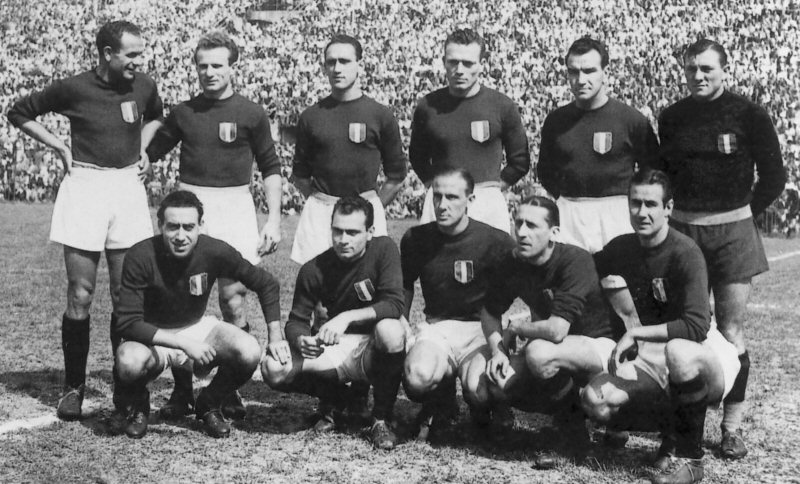
Die als Grande Torino bekannte Meistermannschaft des Torino F.C. hier 1948, etwa ein Jahr vor der Tragödie von Superga.

Nach dem Krieg beherrschte die AC Turin die italienische Meisterschaft. Die Mannschaft, die als „Grande Torino“ bekannt wurde, wird bisweilen heute noch als eine der besten Mannschaften bezeichnet, die jemals in der Serie A gespielt hat. Am 4. Mai 1949 verunglückte die gesamte Mannschaft des designierten Meisters, AC Turin, bis auf eine Ausnahme bei einem Flugunfall am Superga-Hügel bei Turin. Der Titel wurde den Turinern postum zugesprochen. Damit begann zugleich auch die Wende im italienischen Fußball. Seitdem dominieren, bis auf wenige Ausnahmen, die eingangs erwähnten italienischen Großklubs das nationale Fußballgeschehen. Juventus, Inter und Milan gewannen seit dem Zweiten Weltkrieg 55 Mal die nationale Meisterschaft.
Seit 1956/57 dürfen nicht-italienische Schiedsrichter Partien leiten; des Weiteren erfolgte in jenem Jahr die erste Liveübertragung eines Spiels im Fernsehen, damals allerdings vorverlegt auf einen Samstag. Aus heutiger Sicht sehr interessant ist die Kritik des damaligen Präsidenten des Italienischen Olympischen Komitees (CONI), Onesti, an der italienischen Fußball-Liga am 3. August 1958. Darin wirft der Präsident dem Verband vor, viel zu viel Geld für den Fußball auszugeben. Dabei fällt auch der Begriff „ricchi scemi“ (‚reiche Dummköpfe‘).
Unter der Führung von Aldo Stacchi wurden im Ligabetrieb ab August 1965 radikale Änderungen vorgenommen. Ab der Saison 1967/68 wurde die Serie A von 18 Vereinen auf 16 reduziert; die Wiederaufstockung auf 18 Mannschaften erfolgte 1987. Sehr viel drastischer war die zweite Maßnahme. Nach der skandalösen Niederlage des zweimaligen Weltmeisters gegen Nordkorea bei der WM 1966 durften, um die italienische Nationalmannschaft zu stärken und die italienischen Erfolge in den 1930er Jahren zu wiederholen, zwischen 1966 und 1980 keine Ausländer an der Meisterschaft teilnehmen. Zwei Jahre nach Aufhebung der Sperre wurde Italien 1982 Fußball-Weltmeister. Einige Vereine hielt das aber nicht ab, dennoch Ausländer einzusetzen, indem sie diese einbürgerten. Seit Mai 1980 dürfen wieder Ausländer an der nationalen Meisterschaft teilnehmen.

### Wettskandal, Kommerzialisierung und Nord gegen Süd
1973 forderte der Fußballverband mehr Geld vom Nationalen Olympischen Komitee. Die 500–600 Milliarden Lire, die der Verband aus Geldern des Totocalcio (Fußballtippspiel) erhielt, reichten nicht mehr aus, um das 50-Milliarden-Lire-Loch (25 Millionen Euro) der Vereine zu stopfen. Eine Lösung war nicht in Sicht, so war der Wettskandal acht Jahre später nur eine der Folgen der Verschuldung der Vereine und der Liga.
Zum erwähnten Skandal kam es schließlich 1980/81, als die AC Mailand und Lazio Rom wegen illegaler Wettgeschäfte zwangsabsteigen mussten. Den Mailändern gelang zwar der sofortige Wiederaufstieg aus der Serie B, jedoch stieg man ein Jahr später wieder ab, ehe man sich wieder in der Serie A festsetzen konnte. Die erwähnte Dreierdominanz war in diesen Jahren nachhaltig gebrochen, so dass wieder verstärkt andere Vereine den Meistertitel erobern konnten. So wurde 1983 die AS Rom nach über 40 Jahren wieder Meister und 1985 erstmals Hellas Verona. Weiter sorgte die SSC Neapel mit Diego Maradona ab Mitte der 1980er Jahre für Abwechslung und unterbrach die norditalienische Dominanz. Die Neapolitaner gewannen in den Spielzeiten 1986/87 und 1989/90 die Meisterschaft.

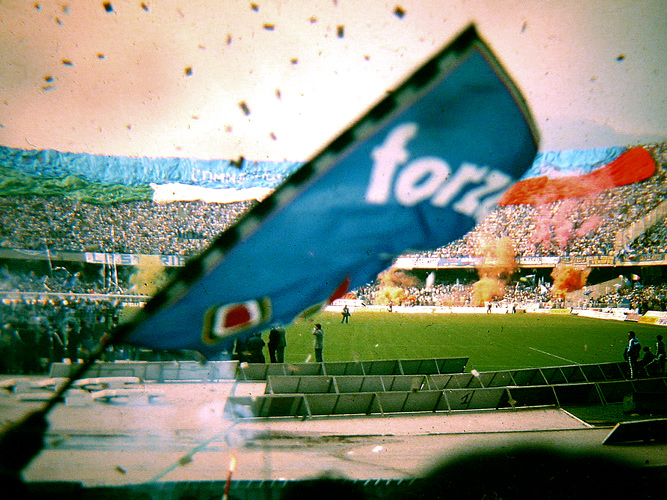
Die SSC Neapel gewann die Meisterschaften 1987, 1990, 2023 und 2025

In den 80er Jahren folgten tiefgreifende Änderungen der Finanzierung. Da sich die finanzielle Lage der Vereine wenig verbessert hatte, folgten ab der Saison 1981/82 weitere Neuerungen. Seitdem wurde das Sponsoring (etwa die Trikotwerbung) liberalisiert und die Fernseh- und Übertragungsrechte rückten zunehmend in das Interesse der Liga. Bis dahin erfolgte die Übertragung der Spiele im öffentlich-rechtlichen Fernsehen der RAI. Auch wenn die Holding-Gesellschaft Fininvest der Liga öffentlich ein Angebot machte, blieben die Rechte zunächst bei der RAI. Der Vertrag wurde aber um 5,8 Milliarden Lire (2,9 Millionen Euro) aufgestockt. Die Lage besserte sich jedoch nicht entscheidend, die Schulden der Vereine summierten sich Mitte der 80er-Jahre auf 200 Milliarden Lire (100 Millionen Euro). 1990 musste die RAI zur Verlängerung des Kontraktes bereits 162,5 Millionen Euro zahlen. Nach dieser Saison war der italienische Fußball nicht mehr im frei empfangbaren Fernsehen zu sehen. Durch die Offerten des italienischen Pay-per-View-Fernsehens entspannte sich die finanzielle Lage leicht. Durch das Bosman-Urteil erfolgte 1995 ein Rückschlag. Bis heute hat sich die Lage nicht wesentlich gebessert, in den letzten Jahren wurden die AC Parma, die AC Florenz und die SSC Neapel wegen wirtschaftlicher Schwierigkeiten die Lizenz entzogen. 2005 verabschiedete das italienische Parlament ein Gesetz, wonach die Vereine Verluste durch gesunkene Transferwerte der Spieler über Jahre hinweg von der Steuer abschreiben können.

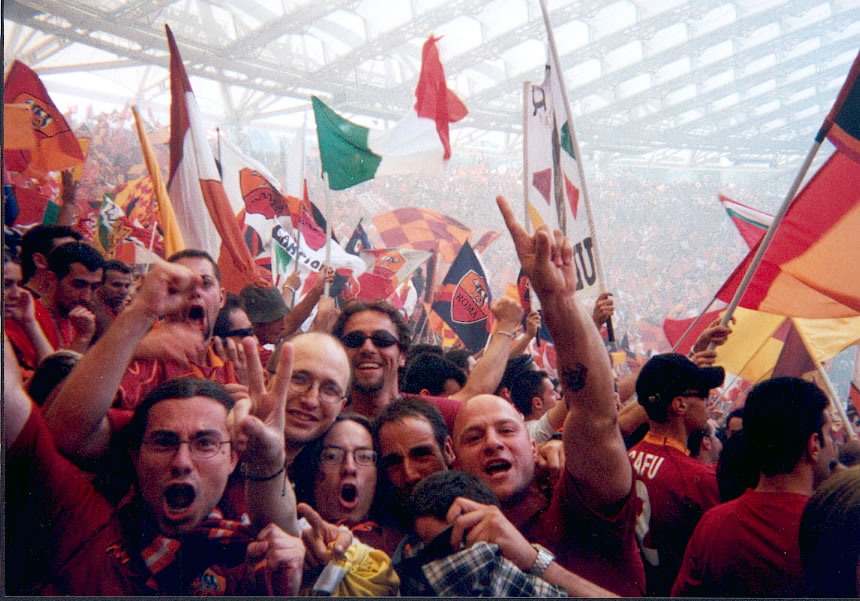
Tifosi der AS Rom feiern den dritten Meistertitel 2001

Sportlich folgten zum Ende des Jahrtausends Meistertitel von den Römer Vereinen Lazio und AS Rom.
Im Sommer 2005 wurde der italienische Fußball erneut schwer gebeutelt. Der Fußballverband, die Lega Calcio, verweigerte mehreren Serie-A- und Serie-B-Vereinen die Lizenz. Dies betraf unter anderem den FC Messina und den Serie-B-Aufsteiger AC Turin. Während der Sportgerichtshof in Rom dem mit 18 Millionen Euro verschuldeten Verein Messina die Lizenz bestätigte, folgte das Sportgericht der Entscheidung der Lega Calcio und verweigerte den Aufstieg vom AC Turin. Der mit 30 Millionen Euro verschuldete Verein konnte allerdings durch Neuinvestitionen von Sponsoren zumindest die Zweitligalizenz retten.
Anderer Natur war die drakonische Bestrafung des ersten italienischen Meisters, des CFC Genua. Sowohl die Liga als auch das Sportgericht sahen es als erwiesen an, dass sich Genua mit zumindest einem manipulierten Spiel den Aufstieg erkauft hatte. Genuas Präsident Enrico Preziosi hatte den 3:2-Sieg seiner Mannschaft beim damals bereits feststehenden Absteiger der AC Venedig mit einer Barübergabe von 250.000 Euro erkauft. Die Lega Calcio versetzte Genua daraufhin auf den letzten Platz in der Serie B, was faktisch den Abstieg in die Serie C1 bedeutete. Des Weiteren wurde Genua mit einem Punkteabzug von drei Punkten für die nächste Saison bestraft. Die Präsidenten der beiden Vereine durften für fünf Jahre keine Ämter in ihren Vereinen wahrnehmen.
Von dieser Entscheidung profitierten die Serie-B-Vereine Ascoli Calcio und FBC Treviso, die als nachrückende Mannschaften in die Serie A aufsteigen durften.

### Calciopoli-Skandal, der italienische Fußball in der Krise
Nur ein Jahr später wurde der größte Fußballskandal in der Geschichte Italiens aufgedeckt. Dabei wurden systematische Schiedsrichter-Absprachen, insbesondere in den Spielzeiten 2004/05 und 2005/06, aufgedeckt, in die neun Vereine und mehrere Funktionäre und Schiedsrichter verwickelt waren. Maßgeblicher Drahtzieher war dabei der damalige Juventus-Manager Luciano Moggi, der als Koordinator der Affäre gilt. Weiters betraf der Skandal die Serie-A-Vereine AC Mailand, AC Florenz, Lazio Rom und Reggina Calcio sowie den Serie-B-Verein AC Arezzo. Neben drastischen Punkteabzügen für die Vereine führte dies unter anderem zur Aberkennung zweier Meistertitel von Juventus und dem Zwangsabstieg des Vereins in die Serie B, sowie zu Sperren von Managern und Funktionären, vor allem Luciano Moggi, Antonio Giraudo und dem Schiedsrichter Massimo De Santis.
Auch die Saison 2006/07 wurde von Skandalen erschüttert; einzelne Vereine hatten mit schweren Fanausschreitungen zu kämpfen. Tiefpunkt war das Derby zwischen Catania Calcio gegen die US Palermo, als bei schweren Ausschreitungen mit mehr als hundert Verletzten auch ein eingesetzter Polizist verstarb, getroffen von einem Waschbecken, das zuvor von den Randalierern aus einer Stadiontoilette gerissen wurde. Als Reaktion darauf sagte der italienische Verband nicht nur den Spielbetrieb der Serie A, sondern aller Ligen im Land für den folgenden Spieltag ab. Auch das Freundschaftsspiel der Fußballnationalmannschaft Italiens gegen Rumänien am 7. Februar 2007 wurde abgesagt.

### Juventus’ Rückkehr zu alter Stärke und die Mailänder Renaissance

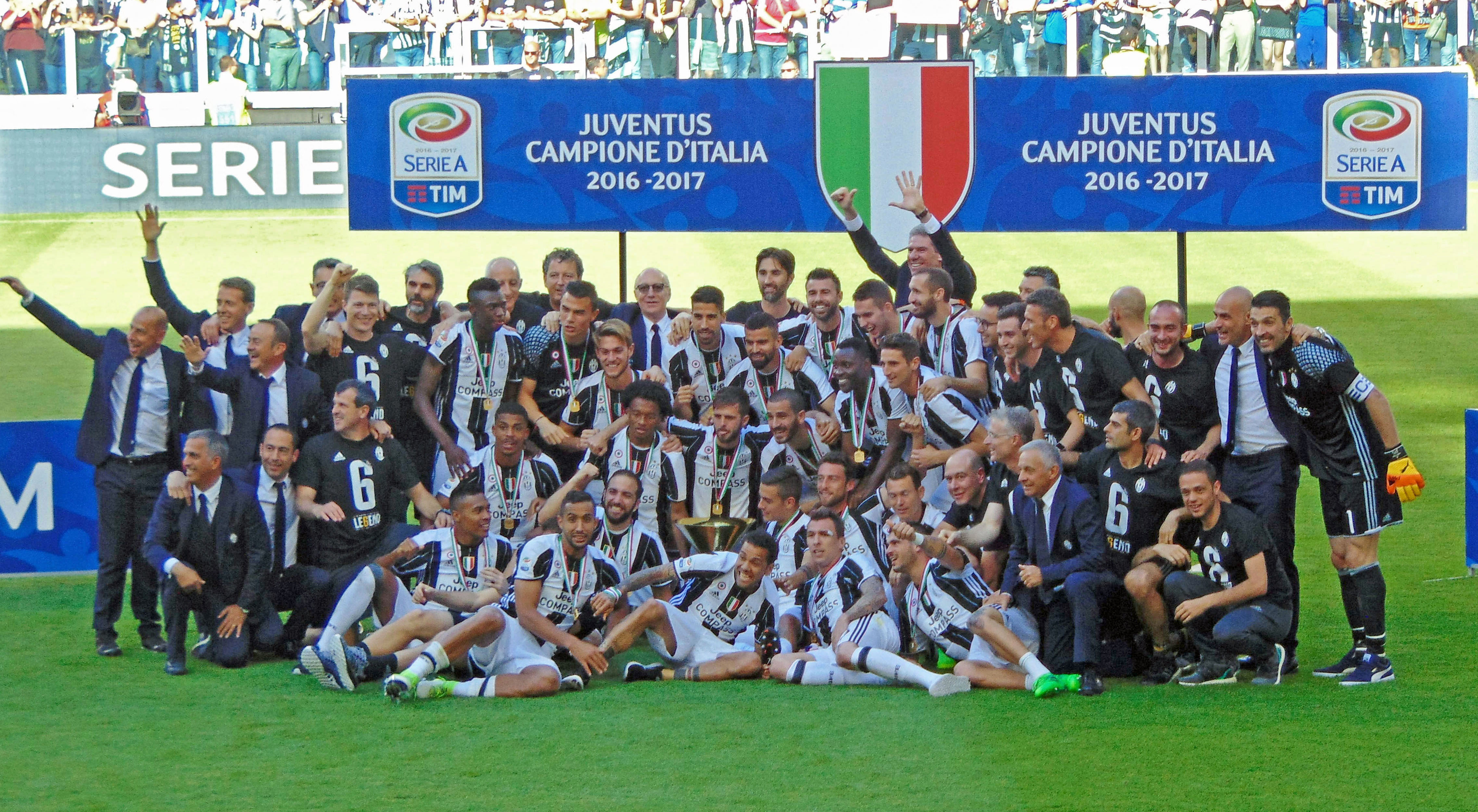
Meistermannschaft von Juventus Turin der Saison 2016/17

Juventus Turin wurden wegen des Calciopoli-Skandals die Meistertitel von 2004/05 und 2005/06 aberkannt. Während die Saison 2004/05 offiziell ohne Meister geführt wird, wurde für 2005/06 mit Inter Mailand der Zweitplatzierte zum Meister erklärt. Von Juventus’ Schwächephase durch den Zwangsabstieg konnte Inter Mailand am meisten profitieren und eine erfolgreiche Zeit mit fünf Meistertiteln in Folge (2005/06–2009/10) gestalten. Der Champions-League-Sieg in der Saison 2009/10 unter Trainer Jose Mourinho war bis dato der letztmalige einer italienischen Mannschaft.

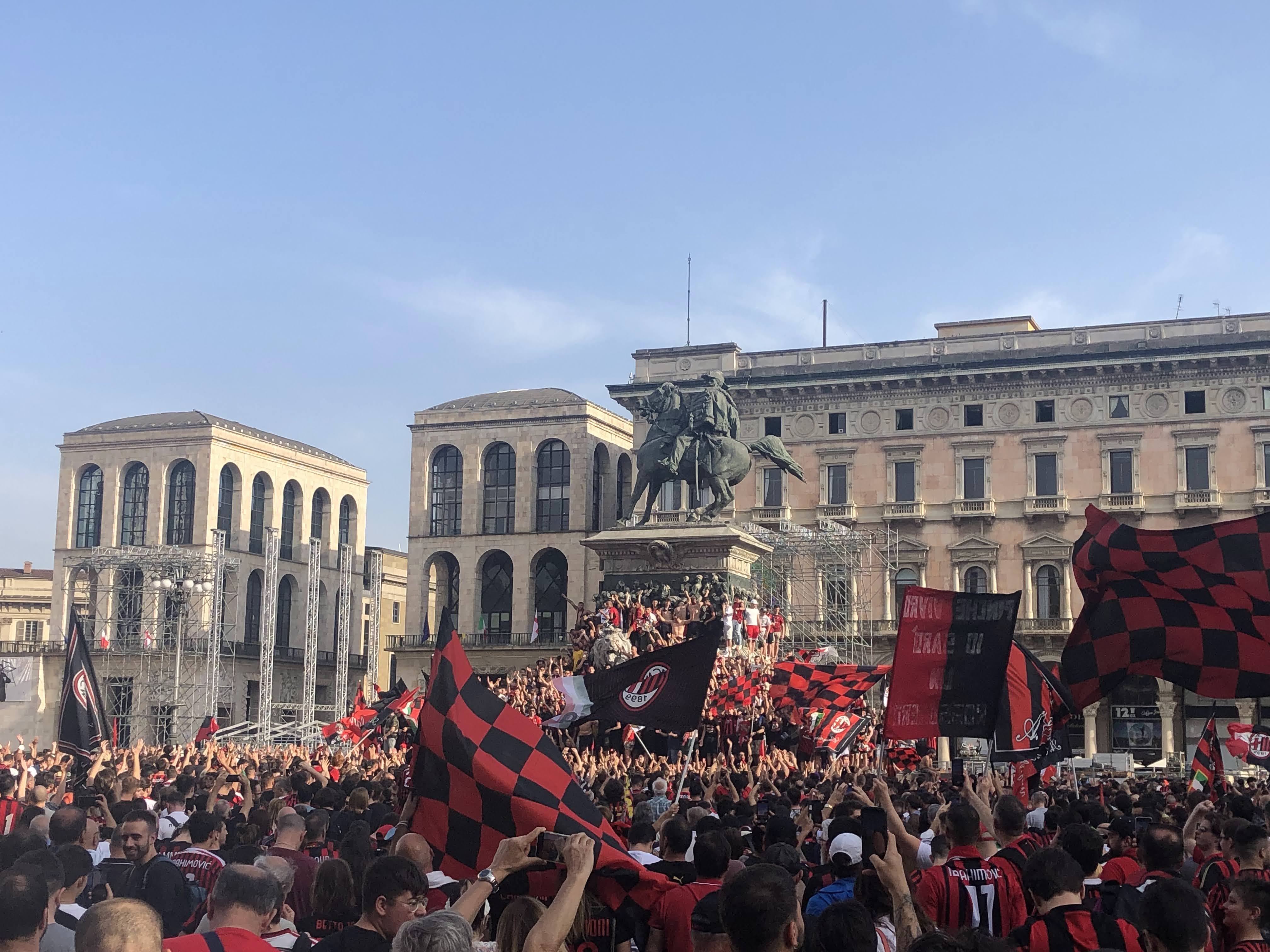
Tifosi der AC Mailand feiern den Gewinn der Meisterschaft 2021/22 auf der Piazza del Duomo

Nach der Saison 2010/11 in der die AC Mailand die Meisterschaft gewann und Inter Mailand Vizemeister wurde, dominierte Juventus Turin nahezu ein Jahrzehnt die Serie A und konnte sich in diesen Spielzeiten und Schwächephasen der Mailänder Vereine gegen die Konkurrenten aus Neapel, Rom und Bergamo durchsetzen. Zur Saison 2020/21 konkurrierten beide Mailänder Vereine jedoch bis zuletzt um die Meisterschaft, letztlich gelang es Inter Mailand nach 10 Jahren den scudetto wieder nach Mailand zu holen und die Turiner Dominanz zu brechen. Auch in der Saison 2021/22 blieb der scudetto in Mailand, der Meistertitel ging diesmal an die AC Mailand, somit zogen beide Mailänder Vereine mit jeweils 19 Meistertiteln gleich.

## Vereine
Die italienische Serie A weist von jeher ein starkes Nord-Süd-Gefälle auf. Der wirtschaftlich stärkere Norden Italiens ist auch im Fußball dominant. Dies zeigt sich noch entschiedener in den Erfolgen. Bis auf wenige Ausnahmen (1956 und 1969 AC Florenz, 1970 Cagliari Calcio, 1987, 1990, 2023 und 2025 SSC Neapel, 1974 und 2000 Lazio Rom, 1983 und 2001 AS Rom) gingen seit 1945 sämtliche Meistertitel nach Norditalien, vor allem in die Industriestädte Turin und Mailand.
In den letzten Jahren gab es jedoch leichte Verschiebungen. Waren noch vor zehn Jahren lediglich drei Vereine aus dem Süden in der höchsten italienischen Liga, sind es heute immerhin fünf. Bis zum Zwangsabstieg der SSC Neapel war diese der Vertreter des Südens im „Kampf“ gegen die Industriestädte des Nordens. In der Saison 2006/07 konnte vor allem der US Palermo überzeugen. In der darauffolgenden Saison kehrte Napoli allerdings wieder in die Serie A zurück und platzierte sich auf dem achten Schlussrang.
Am häufigsten vertreten in der Saison 2019/20 sind die Regionen Lombardei und Emilia-Romagna, in denen je vier Vereine spielen (Atalanta Bergamo, Brescia Calcio, AC Mailand und Inter Mailand, sowie FC Bologna, US Sassuolo Calcio, Parma Calcio und SPAL). Traditionsreiche Stadtduelle werden in Mailand, Rom, Turin und Genua ausgetragen, wo die Derbys AC Mailand–Inter Mailand, AS Rom–Lazio, Juventus Turin–FC Turin und CFC Genua–Sampdoria Genua die jeweiligen Saisonhöhepunkte sind. Jüngeren Datums und überregional weniger bedeutend war das Derby in Verona (Hellas-Chievo). Die restlichen Vereine verteilen sich recht gleichmäßig auf ganz Italien, ohne markante Konzentration auf eine bestimmte Gegend.
Einige meist süditalienische Regionen wie die Abruzzen, Apulien, Kalabrien und die Marken sind jedoch, gelegentlich über Jahrzehnte, ohne Verein in der Serie A. Die Regionen Basilikata und Molise und die autonomen Regionen Trentino-Südtirol und Aostatal stellten noch nie einen Vertreter in der höchsten Spielklasse.

### Teilnehmende Vereine in der Saison 2024/25
Die folgenden 20 Vereine bestreiten die Saison 2024/25 in der Serie A.
|  | Verein           | Stadt    | 2023/24    | Stadion                       | erstmals erstklassig | erstklassig seit |
|  | ---------------- | -------- | ---------- | ----------------------------- | -------------------- | ---------------- |
|  | Atalanta Bergamo | Bergamo  | 04.        | Gewiss Stadium                | 1928/29              | 2011/12          |
|  | FC Bologna       | Bologna  | 05.        | Stadio Renato Dall’Ara        | 1910/11              | 2015/16          |
|  | Cagliari Calcio  | Cagliari | 16.        | Unipol Domus                  | 1963/64              | 2023/24          |
|  | Como 1907        | Como     | Aufsteiger | Stadio Giuseppe Sinigaglia    | 1949/50              | 2024/25          |
|  | FC Empoli        | Empoli   | 17.        | Stadio Carlo Castellani       | 1929/30              | 2021/22          |
|  | AC Florenz       | Florenz  | 08.        | Stadio Artemio Franchi        | 1928/29              | 2004/05          |
|  | CFC Genua        | Genua    | 11.        | Stadio Luigi Ferraris         | 1898                 | 2023/24          |
|  | US Lecce         | Lecce    | 14.        | Stadio Via del Mare           | 1985/86              | 2022/23          |
|  | AC Mailand       | Mailand  | 02.        | Stadio Giuseppe Meazza        | 1899                 | 1983/84          |
|  | Inter Mailand    | Mailand  | Meister    | Stadio Giuseppe Meazza        | 1908                 | 1929/30          |
|  | AC Monza         | Monza    | 12.        | U-Power Stadium               | 2022/23              | 2022/23          |
|  | SSC Neapel       | Neapel   | 10.        | Stadio Diego Armando Maradona | 1926/27              | 2007/08          |
|  | Parma Calcio     | Parma    | Aufsteiger | Stadio Ennio Tardini          | 1920/21              | 2024/25          |
|  | AS Rom           | Rom      | 06.        | Stadio Olimpico di Roma       | 1927/28              | 1952/53          |
|  | Lazio Rom        | Rom      | 07.        | Stadio Olimpico di Roma       | 1912/13              | 1988/89          |
|  | FC Turin         | Turin    | 09.        | Stadio Olimpico Grande Torino | 1907                 | 2012/13          |
|  | Juventus Turin   | Turin    | 03.        | Allianz Stadium               | 1899                 | 2007/08          |
|  | Udinese Calcio   | Udine    | 15.        | Bluenergy Stadium             | 1913/14              | 1995/96          |
|  | FC Venedig       | Venedig  | Aufsteiger | Stadio Pierluigi Penzo        | 1938/39              | 2024/25          |
|  | Hellas Verona    | Verona   | 13.        | Stadio Marcantonio Bentegodi  | 1957/58              | 2019/20          |

### Meistertitel
Für jeden zehnten Meistertitel (Scudetto) darf ein Verein einen Stern im Wappen und auf dem Trikot tragen. Hierfür zählen sowohl die seit Einführung der Serie A errungenen Meisterschaften als auch in den Vorgängermeisterschaften vorher gewonnene Titel. Die erfolgreichsten Vereine der Italienischen Fußballmeisterschaft sind Juventus Turin mit 36 Meisterschaften und damit drei Sternen sowie die beiden Mailänder Vereine Inter Mailand mit 20 Meisterschaften und zwei Sternen und AC Mailand mit 19 Meisterschaften und einem Stern.
| Meistertitel | Meistertitel    | Meistertitel | Meistertitel | Meistertitel |
|              | Verein          | Titel        | Vizemeister  | Saison |
| ------------ | --------------- | ------------ | ------------ | --- |
|              | Juventus Turin  | 36           | 21           | 1905, 1925/26, 1930/31, 1931/32, 1932/33, 1933/34, 1934/35, 1949/50, 1951/52, 1957/58, 1959/60, 1960/61, 1966/67, 1971/72, 1972/73, 1974/75, 1976/77, 1977/78, 1980/81, 1981/82, 1983/84, 1985/86, 1994/95, 1996/97, 1997/98, 2001/02, 2002/03, 2011/12, 2012/13, 2013/14, 2014/15, 2015/16, 2016/17, 2017/18, 2018/19, 2019/20 |
|              | Inter Mailand   | 20           | 17           | 1909/10, 1919/20, 1929/30, 1937/38, 1939/40, 1952/53, 1953/54, 1962/63, 1964/65, 1965/66, 1970/71, 1979/80, 1988/89, 2005/06, 2006/07, 2007/08, 2008/09, 2009/10, 2020/21, 2023/24 |
|              | AC Mailand      | 19           | 17           | 1901, 1906, 1907, 1950/51, 1954/55, 1956/57, 1958/59, 1961/62, 1967/68, 1978/79, 1987/88, 1991/92, 1992/93, 1993/94, 1995/96, 1998/99, 2003/04, 2010/11, 2021/22 |
|              | CFC Genua       | 9            | 4            | 1898, 1899, 1900, 1902, 1903, 1904, 1914/15, 1922/23, 1923/24 |
|              | FC Turin        | 7            | 8            | 1927/28, 1942/43, 1945/46, 1946/47, 1947/48, 1948/49, 1975/76 |
|              | FC Bologna      | 7            | 4            | 1924/25, 1928/29, 1935/36, 1936/37, 1938/39, 1940/41, 1963/64 |
|              | FC Pro Vercelli | 7            | 1            | 1908, 1909, 1910/11, 1911/12, 1912/13, 1920/21, 1921/22 |
|              | SSC Neapel      | 4            | 8            | 1986/87, 1989/90, 2022/23, 2024/25 |
|              | AS Rom          | 3            | 14           | 1941/42, 1982/83, 2000/01 |
|              | Lazio Rom       | 2            | 6            | 1973/74, 1999/2000 |
|              | AC Florenz      | 2            | 5            | 1955/56, 1968/69 |
|              | Cagliari Calcio | 1            | 1            | 1969/70 |
|              | AS Casale       | 1            | –            | 1913/14 |
|              | Sampdoria Genua | 1            | –            | 1990/91 |
|              | US Novese       | 1            | –            | 1921/22 |
|              | Hellas Verona   | 1            | –            | 1984/85 |

| Titel nach Stadt  | Titel nach Stadt | Titel nach Stadt                    |
| Stadt             | Titel            | Vereine                             |
| ----------------- | ---------------- | ----------------------------------- |
| Turin             | 43               | Juventus Turin (36), FC Turin (7)   |
| Mailand           | 39               | Inter Mailand (20), AC Mailand (19) |
| Genua             | 10               | CFC Genua (9), Sampdoria Genua (1)  |
| Bologna           | 7                | FC Bologna                          |
| Vercelli          | 7                | FC Pro Vercelli                     |
| Rom               | 5                | AS Rom (3), Lazio Rom (2)           |
| Neapel            | 4                | SSC Neapel                          |
| Florenz           | 2                | AC Florenz                          |
| Cagliari          | 1                | Cagliari Calcio                     |
| Casale Monferrato | 1                | AS Casale                           |
| Novi Ligure       | 1                | US Novese                           |
| Verona            | 1                | Hellas Verona                       |

| Titel nach Region | Titel nach Region | Titel nach Region                                                                    |
| Region            | Titel             | Vereine                                                                              |
| ----------------- | ----------------- | ------------------------------------------------------------------------------------ |
| Piemont           | 52                | Juventus Turin (36), FC Turin (7), FC Pro Vercelli (7), AS Casale (1), US Novese (1) |
| Lombardei         | 39                | Inter Mailand (20), AC Mailand (19)                                                  |
| Ligurien          | 10                | CFC Genua (9), Sampdoria Genua (1)                                                   |
| Emilia-Romagna    | 7                 | FC Bologna                                                                           |
| Latium            | 5                 | AS Rom (3), Lazio Rom (2)                                                            |
| Kampanien         | 4                 | SSC Neapel                                                                           |
| Toskana           | 2                 | AC Florenz                                                                           |
| Sardinien         | 1                 | Cagliari Calcio                                                                      |
| Venetien          | 1                 | Hellas Verona                                                                        |

### Teilnehmende Vereine seit Gründung der Serie A
In den 94 Spielzeiten seit Gründung der Serie A gelang es bisher 68 Vereinen in der höchsten Spielklasse im italienischen Profifußball teilzunehmen. Nicht einberechnet sind die Spielzeiten der vorangegangenen Italienischen Fußballmeisterschaft von 1898 bis 1929.
- 94 Spielzeiten: Inter Mailand
- 93 Spielzeiten: AS Rom, Juventus Turin
- 92 Spielzeiten: AC Mailand
- 88 Spielzeiten: AC Florenz
- 83 Spielzeiten: Lazio Rom
- 82 Spielzeiten: FC Turin
- 80 Spielzeiten: SSC Neapel
- 79 Spielzeiten: FC Bologna
- 66 Spielzeiten: Sampdoria Genua
- 65 Spielzeiten: Atalanta Bergamo
- 58 Spielzeiten: CFC Genua
- 53 Spielzeiten: Udinese Calcio
- 45 Spielzeiten: Cagliari Calcio
- 35 Spielzeiten: Hellas Verona
- 30 Spielzeiten: SSC Bari, Vicenza Calcio
- 29 Spielzeiten: FC Palermo
- 29 Spielzeiten: Parma Calcio
- 26 Spielzeiten: US Triestina
- 23 Spielzeiten: Brescia Calcio
- 19 Spielzeiten: US Lecce, SPAL Ferrara
- 18 Spielzeiten: AS Livorno
- 17 Spielzeiten: Catania Calcio, FC Empoli, Chievo Verona
- 16 Spielzeiten: Ascoli Calcio, Calcio Padova
- 15 Spielzeiten: Como 1907
- 14 Spielzeiten: FC Venedig
- 13 Spielzeiten: US Alessandria Calcio, AC Cesena, FC Modena, Novara Calcio, AC Perugia Calcio
- 12 Spielzeiten: Pro Patria, US Sassuolo Calcio
- 11 Spielzeiten: Foggia Calcio
- 10 Spielzeiten: US Avellino
- 09 Spielzeiten: US Cremonese, Reggina Calcio, AC Siena
- 08 Spielzeiten: Lucchese 1905, Piacenza Calcio, Pisa SC, SG Sampierdarenese
- 07 Spielzeiten: US Catanzaro, AC Mantova, Delfino Pescara, FC Varese
- 06 Spielzeiten: FC Pro Vercelli
- 05 Spielzeiten: FC Messina, US Salernitana
- 04 Spielzeiten: AS Casale
- 03 Spielzeiten: FC Crotone, Frosinone Calcio, Calcio Lecco, AC Legnano, AC Monza, AC Reggiana, Spezia Calcio
- 02 Spielzeiten: AC Ancona, Benevento Calcio, Ternana Calcio
- 01 Spielzeit: FC Carpi, US Pistoiese, FC Treviso

### Ewige Tabelle der Serie A
Die „ewige“ Tabelle der Serie A umfasst alle Meisterschaftsergebnisse seit der Gründung der italienischen Serie A im Spieljahr 1929/30. Bislang wurden 92 Spieljahre durchgeführt, an denen 68 Vereine teilgenommen haben.
Die Wertung wird von Rekordmeister Juventus Turin (5.899 Punkte) angeführt, das überdies mit 1,92 Punkten pro Spiel den besten Durchschnitt aufweist. Dahinter folgen die beiden Mailänder Klubs Inter Mailand (5.572 Punkte / 1,79 Punkte pro Spiel) und AC Mailand (5.357 / 1,75), sowie die AS Rom (4.822 / 1,57).

### Stadtderbys

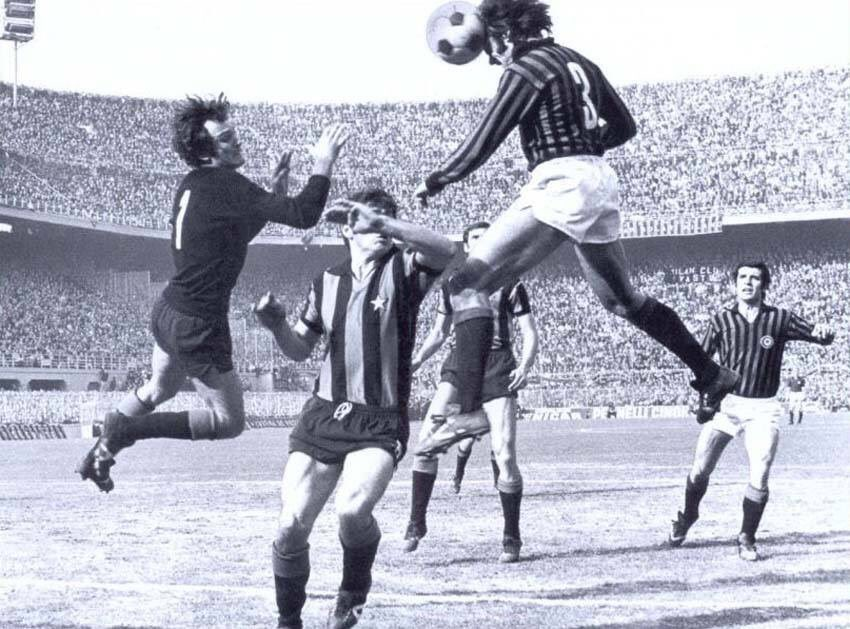
Spielszene aus dem Mailänder Derby della Madonnina von 1973

Seit Gründung der Serie A 1929 ergaben sich in der höchsten Spielklasse des italienischen Vereinsfußballs bisher fünf Stadtderbys.
Das am häufigsten ausgetragene Stadtderby und eines der bekanntesten Fußballderbys der Welt ist die Begegnung zwischen der AC Mailand und Inter Mailand, das sogenannte Derby della Madonnina, welches nahezu halbjährlich ausgetragen wird. Dieses Derby ist im Gegensatz zu vielen anderen Derbys nicht von geographischen, kulturellen oder politischen Gegensätzen geprägt, sondern erhält seine besondere Brisanz dadurch, dass Inter Mailand aus der älteren AC Mailand hervorging, beide Vereine sich das Stadion teilen und die Klubs national und international ähnlich erfolgreich sind. Mailand ist die einzige Stadt, welche zwei Champions-League-Sieger beheimatet.
Eine ebenfalls fast regelmäßig ausgetragene Begegnung der Serie A ist das Römer Stadtderby (Derby della Capitale), zwischen der AS Rom und Lazio Rom, das als das kritischste Stadtderby in der Serie A gilt und immer wieder zu Auseinandersetzungen der beiden Ultra-Gruppierungen geführt hat.
Weitere traditionelle Stadtderbys gibt es zwischen Italiens Rekordmeister Juventus Turin und dem FC Turin (Derby della Mole), sowie dem CFC Genua und Sampdoria Genua (Derby della Lanterna). Ein in der Serie A seltenes Derby, ist das Derby di Verona zwischen Hellas Verona und Chievo Verona.
In der Spielzeit 2025/26 der Serie A kommt es in Mailand, Rom und Turin zu jeweils zwei Stadtderbys.

## Stadien und Zuschauerzahlen
| Saison                  | Ligaschnitt | Stadion mit höchstem Schnitt            | Ø      |
| ----------------------- | ----------- | --------------------------------------- | ------ |
| 1999/2000               | 30.127      | Giuseppe-Meazza-Stadion (Inter Mailand) | 63.769 |
| 2000/01                 | 29.142      | Stadio Olimpico (AS Rom)                | 64.469 |
| 2001/02                 | 26.430      | Giuseppe-Meazza-Stadion (Inter Mailand) | 63.364 |
| 2002/03                 | 25.592      | Giuseppe-Meazza-Stadion (Inter Mailand) | 61.943 |
| 2003/04                 | 25.796      | Giuseppe-Meazza-Stadion (AC Mailand)    | 63.473 |
| 2004/05                 | 25.893      | Giuseppe-Meazza-Stadion (AC Mailand)    | 63.521 |
| 2005/06                 | 22.476      | Giuseppe-Meazza-Stadion (AC Mailand)    | 59.993 |
| 2006/07                 | 18.473      | Giuseppe-Meazza-Stadion (Inter Mailand) | 48.284 |
| 2007/08                 | 23.340      | Giuseppe-Meazza-Stadion (AC Mailand)    | 56.906 |
| 2008/09                 | 25.304      | Giuseppe-Meazza-Stadion (AC Mailand)    | 59.731 |
| 2009/10                 | 25.282      | Giuseppe-Meazza-Stadion (Inter Mailand) | 56.195 |
| 2010/11                 | 24.901      | Giuseppe-Meazza-Stadion (Inter Mailand) | 59.697 |
| 2011/12                 | 22.493      | Giuseppe-Meazza-Stadion (AC Mailand)    | 49.359 |
| 2012/13                 | 23.300      | Giuseppe-Meazza-Stadion (Inter Mailand) | 46.654 |
| 2013/14                 | 23.385      | Giuseppe-Meazza-Stadion (Inter Mailand) | 46.246 |
| 2014/15                 | 22.213      | Stadio Olimpico (AS Rom)                | 40.118 |
| 2015/16                 | 22.644      | Giuseppe-Meazza-Stadion (Inter Mailand) | 45.538 |
| 2016/17                 | 22.164      | Giuseppe-Meazza-Stadion (Inter Mailand) | 46.620 |
| 2017/18                 | 24.767      | Giuseppe-Meazza-Stadion (Inter Mailand) | 57.529 |
| 2018/19                 | 25.237      | Giuseppe-Meazza-Stadion (Inter Mailand) | 58.789 |
| 2019/20                 | 17.949      | Giuseppe-Meazza-Stadion (Inter Mailand) | 41.558 |
| 2020/21                 | 115         | Stadio Olimpico (AS Rom)                | 300    |
| 2021/22                 | 18.181      | Giuseppe-Meazza-Stadion (Inter Mailand) | 44.999 |
| 2022/23                 | 29.508      | Giuseppe-Meazza-Stadion (Inter Mailand) | 72.630 |
| 2023/24                 | 30.867      | Giuseppe-Meazza-Stadion (Inter Mailand) | 72.838 |
| 2024/25                 | 30.842      | Giuseppe-Meazza-Stadion (AC Mailand)    | 71.512 |
| Quelle: weltfussball.de |             |                                         |        |

Die nebenstehende Tabelle zeigt den Ligaschnitt der letzten Jahre und demonstriert die rückläufige Besucherentwicklung. In der Saison 2007/08 stiegen die Zuschauerzahlen wieder, nachdem im Vorjahr aufgrund des Fußballskandals die Besucherzahlen drastisch gesunken waren. In der Saison 2023/24 sahen insgesamt rund 11,7 Millionen Zuschauer die 380 Partien, ein Schnitt von 30.867 Besuchern pro Spiel.
Den größten Schnitt weisen seit Jahren die beiden Mailänder Großklubs auf. Juventus Turin konnte vor dem Zwangsabstieg nur wenige Besucher in ihr Stadion locken, in der Saison 2005/06 lag der Schnitt bei 30.604 pro Heimspiel. Dies änderte sich mit der Eröffnung des Juventus Stadiums in der Saison 2010/11. Dieses hat mit 41.000 Plätzen zwar etwa 28.000 weniger als das abgerissene Stadio delle Alpi, ist allerdings immer sehr gut ausgelastet, wie der Schnitt von 39.193 Besuchern in der Saison 2018/19 zeigt. In den 90er Jahren sorgte noch der SSC Neapel vor dem Abstieg für Rekorde und verzeichnete 2006/07 in der Serie B die italienweit vierthöchste Besucherauslastung.
Die jahrelang sinkenden Zuschauerzahlen wurde unter anderem auf die veralteten Stadien, die drastisch gestiegenen Eintrittspreise und gelegentlich gewalttätige Ausschreitungen zurückgeführt. Besonders die römischen Vereine haben ernsthafte Probleme mit randalierenden Hooligans. Inzwischen wird dem auch seitens der Liga entgegengewirkt, indem man rigoros gegen Ausschreitungen vorgeht, Stadionverbote erteilt und Vereine bei Nichteinhaltung der Richtlinien bestraft.
Inzwischen gibt es Pläne verschiedener Vereine, neue Stadien zu errichten oder vorhandene zu renovieren. Juventus Turin eröffnete 2011 das Juventus Stadium. Neue Stadien der AS Rom, der AC Florenz, Lazio Rom, des FC Palermo und Cagliari Calcio befinden sich im Bau oder in der Planungsphase. Das Giuseppe-Meazza-Stadion in Mailand, sowie die Dacia Arena in Udine wurden 2015 renoviert. Das Gewiss Stadium von Atalanta Bergamo befand sich von 2019 bis 2024 im Umbau. Das Stadio Benito Stirpe von Frosinone Calcio wurde 2017 eröffnet.

Die drei größten Stadien der Serie A
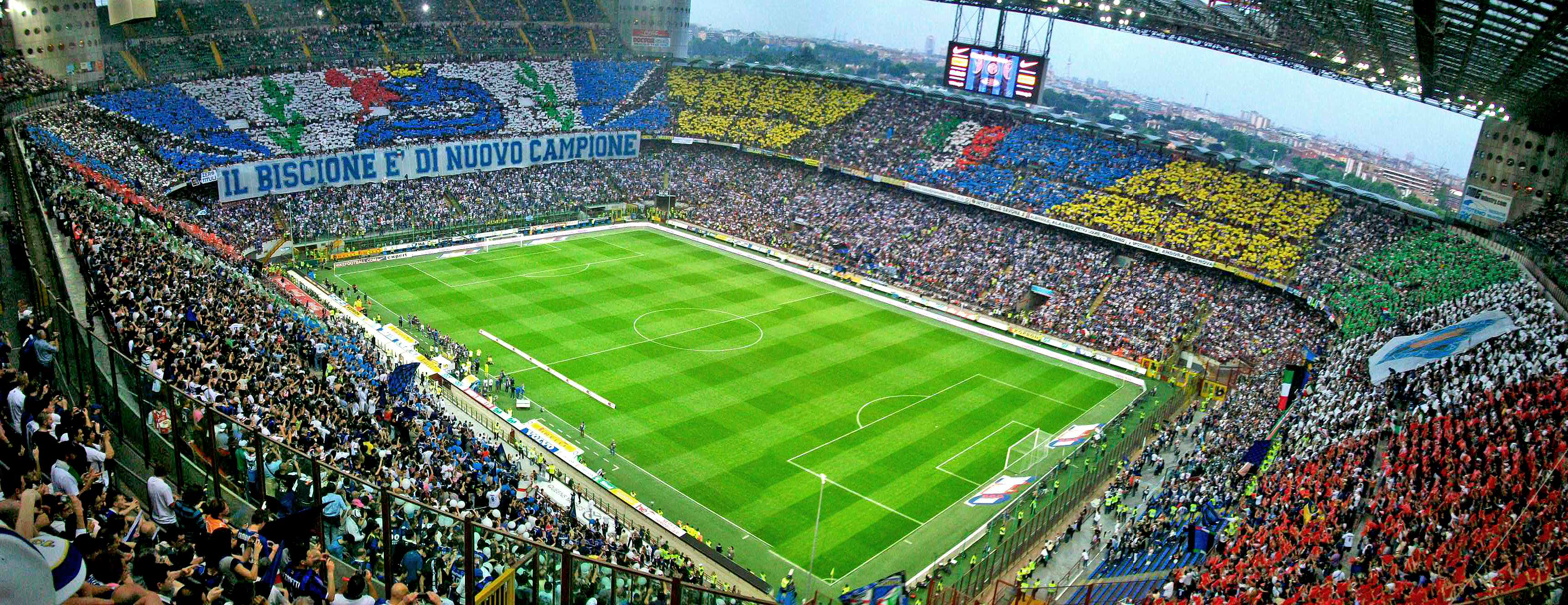
Giuseppe-Meazza-Stadion (Mailand)
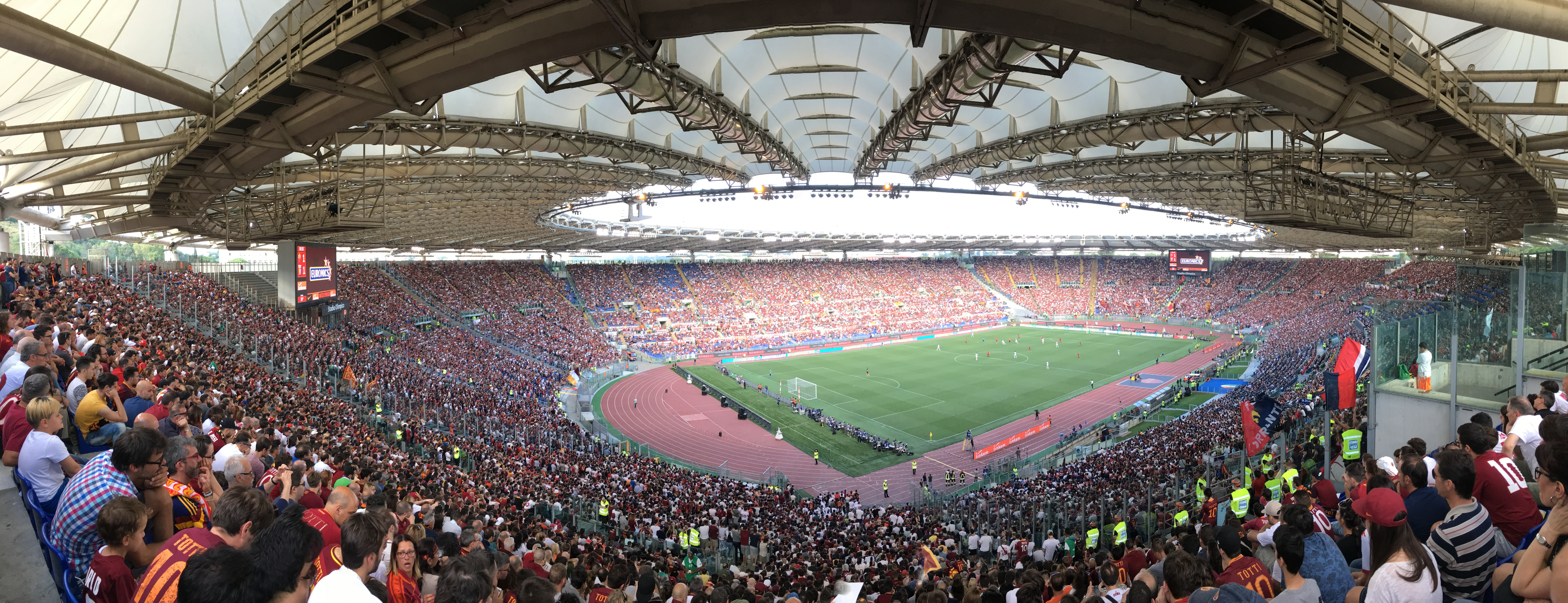
Stadio Olimpico (Rom)
Stadio Diego Armando Maradona (Neapel)

### Organisierte Fangruppen

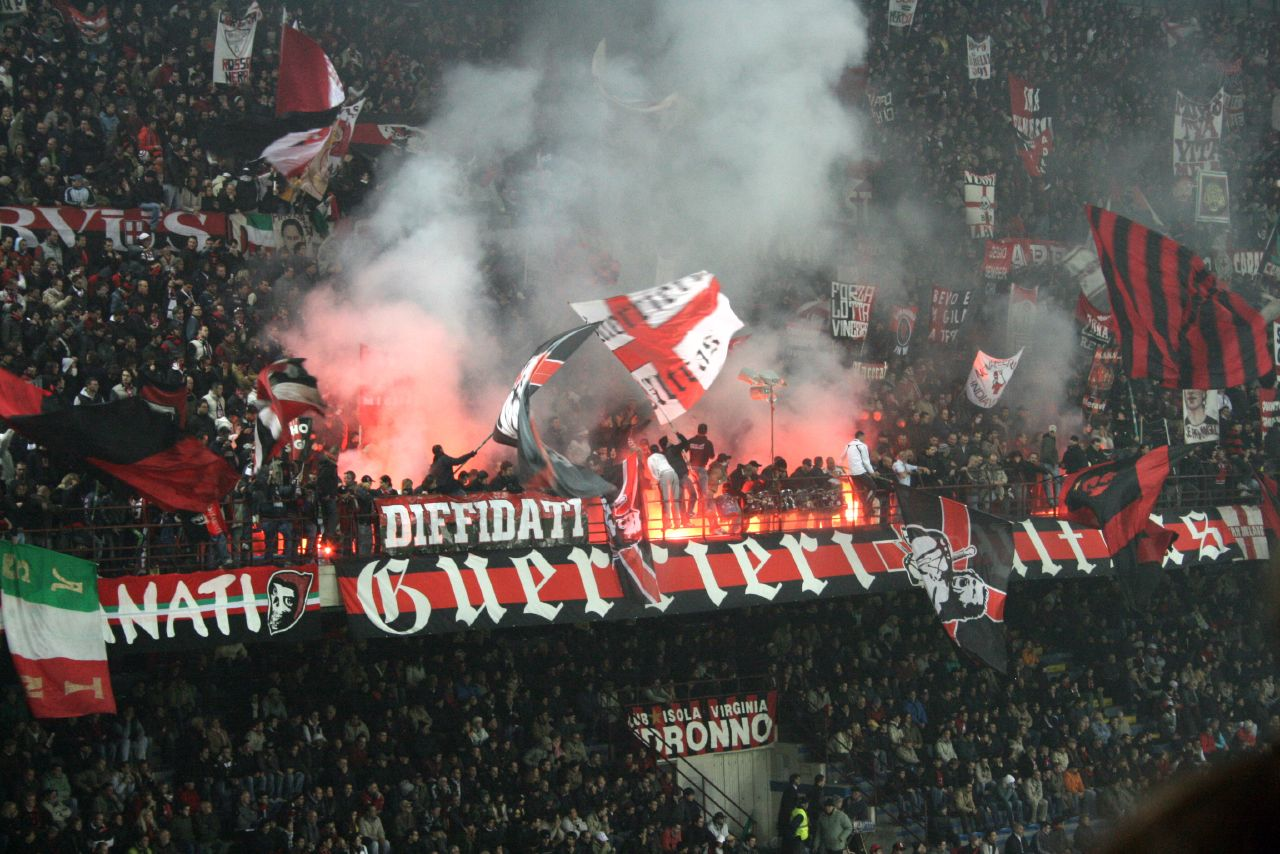
Ultras der Brigate Rossonere (AC Mailand)

Die Ultra-Bewegung hat ihre Wurzeln im Italien der frühen 1950er und 60er-Jahre, als sich erstmals „Tifosi“ in Gruppen zusammenschlossen, um ihre Mannschaften gemeinsam organisiert zu unterstützen.
Die Fedelissimi Granata (gegründet 1951) aus Turin und Ultras Sant Alberto aus Genua zählen zu den ersten Ultra-Gruppierungen in Italien. Beide kamen aus wichtigen Städten der Arbeiterbewegung und übernahmen die Fahnen, Trommeln, Transparente, Megafone und Pyrotechnik der Demonstrationen in jener aufgeheizten politischen Zeit in Italien und brachten diese mit in die Stadien.
Nach dem Vorbild aus Genua und Turin gründeten sich rasch landesweit Ultragruppen, wenngleich diese in der Anfangszeit eher normalen Fans glichen. Als erste Gruppierung mit Manifest, das den Ultragedanken mit Leben und Regeln füllte, gilt die 1968 gegründete Fossa dei Leoni der AC Mailand, deren Mentalität sich viele Gruppen in Italien und bis heute weltweit zum Vorbild nehmen.
Nach dem Manifest der Fossas sollten Ultras unter anderem autonom von Vereinen, Verbänden, Polizei und anderen Autoritäten sein und durch Selbstfinanzierung über Mitgliedsbeiträge die Eigenständigkeit wahren.
Die Ultrabewegung entwickelte sich ab den 1970er Jahren immer mehr zur Massenbewegung. Zu dieser Zeit hatten die Gruppierungen freie Hand auf den Tribünen und konnten sich ungestört entwickeln. Einige Gruppierungen erreichten eine Anzahl von mehr als 10.000 Mitgliedern.
Bekannte Gruppen jener Zeit sind neben den Fossa dei Leoni und den Granata Torino unter anderem die Black & White Fighters Storico 1977 (Juventus Turin), die Commando Ultras Napoli 1972 (SSC Neapel), Boys S.A.N. 1969 (Inter Mailand), Collettivo Autonomo Viola (AC Florenz), BNA Atalanta (Atalanta Bergamo), Brigate Gialloblu 1971 (Hellas Verona) und Commando Ultra Curva Sud (AS Rom).
In Italien kam es in den 1990er Jahren zu einer Stagnation der Bewegung, da der italienische Staat härter gegen Ultras vorging und es auf den Tribünen zu politischen Flügelkämpfen zwischen den Gruppierungen kam.
Seit Mitte der 2000er-Jahre erholt sich die italienische Ultraszene wieder, bleibt jedoch hinter ihrer Blütezeit in den 1980er-Jahren zurück, als sie mehr als 200.000 Mitglieder zählte. 2010 waren mehr als 445 registrierte Ultra-Gruppierungen mit mehr als 74.000 Mitgliedern bekannt.

## Spieler- und Trainerstatistiken

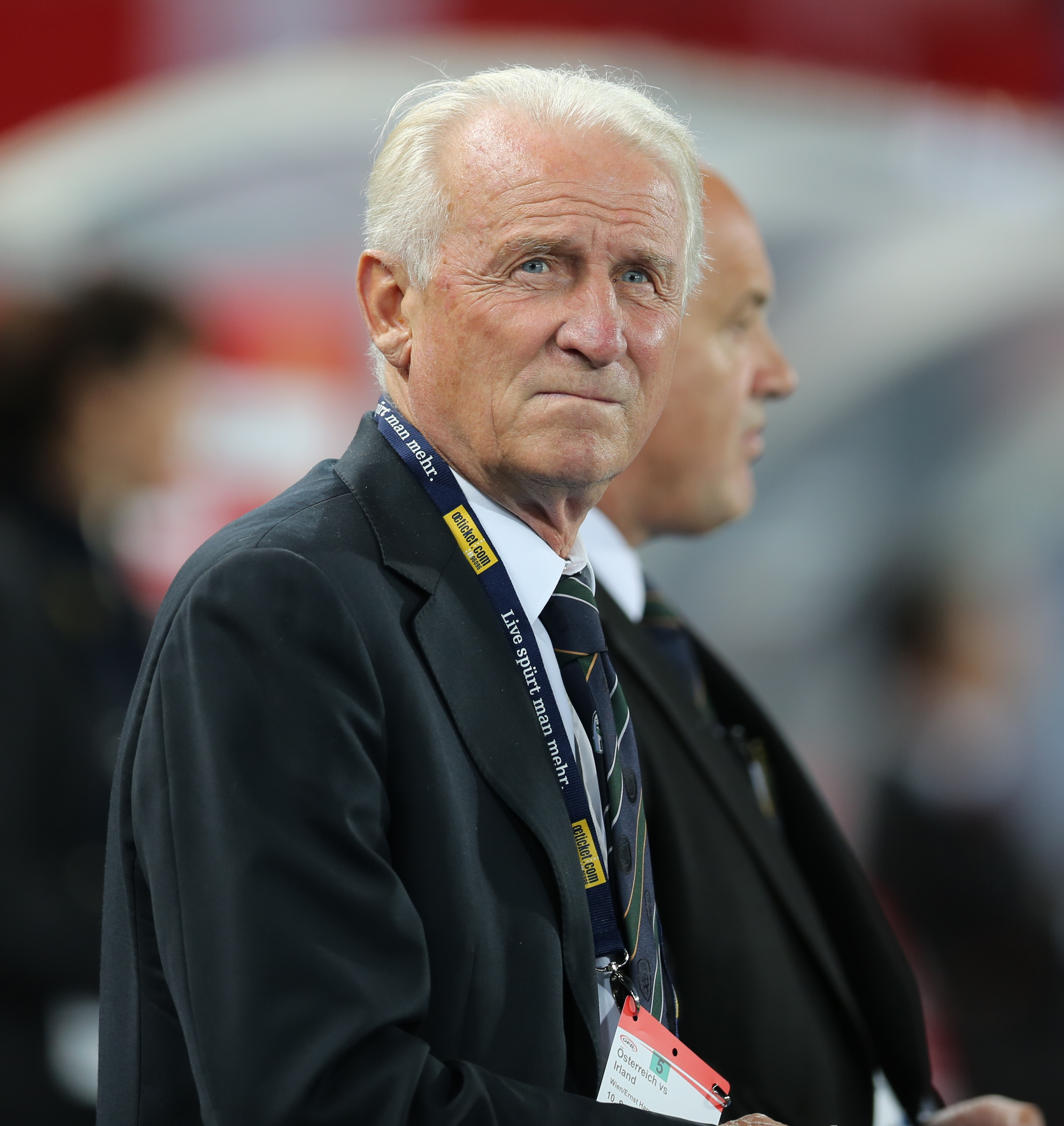
Giovanni Trapattoni

Der erfolgreichste Spieler der Serie A ist Gianluigi Buffon mit zehn gewonnen italienischen Meisterschaften, gefolgt von Leonardo Bonucci und Giorgio Chiellini mit neun Meisterschaften, Andrea Barzagli, Giovanni Ferrari und Giuseppe Furino mit jeweils acht Meisterschaften. Roberto Bettega, Alessandro Costacurta, Ciro Ferrara, Stephan Lichtsteiner, Paolo Maldini, Claudio Marchisio und Gaetano Scirea gewannen jeweils sieben Meisterschaften.
Erfolgreichster Trainer ist mit insgesamt sieben Meisterschaften Giovanni Trapattoni, der mit Juventus Turin sechs und Inter Mailand eine Meisterschaft gewann, gefolgt von Massimiliano Allegri, der zudem den Rekord für die meisten gewonnen Scudetti eines Trainers in Folge hält, mit sechs Titeln. Fabio Capello, Marcello Lippi und Antonio Conte folgen mit jeweils fünf Titeln. Letzterer ist außerdem der einzige Trainer, der mit drei Vereinen – dreifach mit Juventus Turin, jeweils einmal mit Inter Mailand und der SSC Neapel – italienischer Meister wurde.
Der erfolgreichste Torschütze ist Silvio Piola, der 274 Tore in 537 Spielen der Serie A erzielte. Gunnar Nordahl wurde als einziger Spieler fünf Mal Torschützenkönig, gefolgt von Ciro Immobile (4) sowie Giuseppe Meazza, Aldo Boffi, Luigi Riva, Paolino Pulici, Roberto Pruzzo, Michel Platini und Giuseppe Signori die jeweils drei Mal Capocannoniere der Serie A waren.
Stand: Saisonende 2024/25; Fettgedruckte Spieler sind noch in der Serie A aktiv. Angegeben ist der Verein, für den der Spieler die meisten Einsätze absolviert bzw. Tore erzielt hat.

### Einsätze
Folgende Tabelle listet Spieler mit mindestens 500 Pflichtspielen in der Serie A auf.

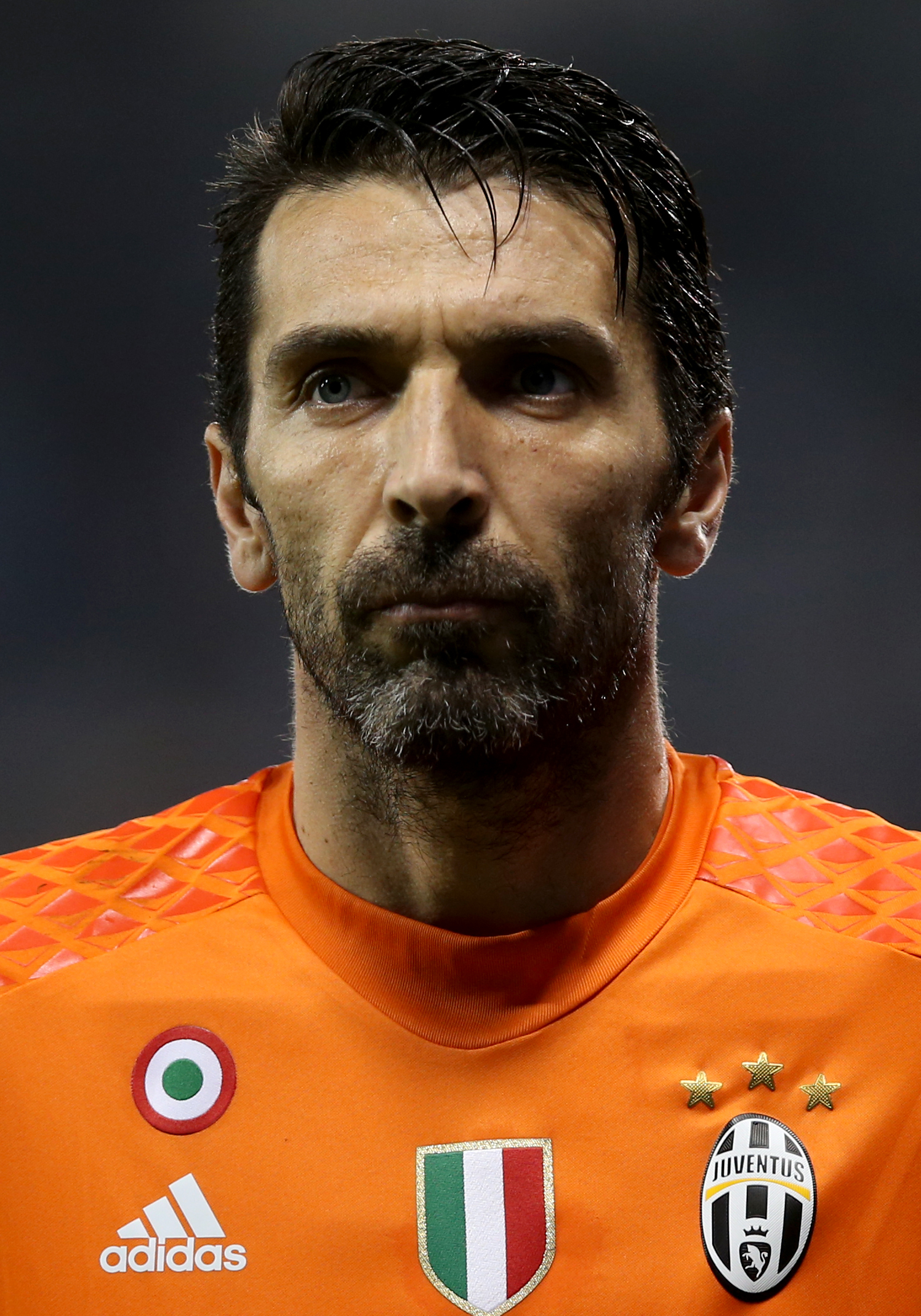
Gianluigi Buffon

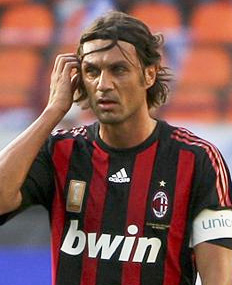
Paolo Maldini

| Einsätze | Einsätze           | Einsätze           | Einsätze  | Einsätze | Einsätze |
| #        | Name               | Verein             | Zeitraum  | Spiele   |          |
| -------- | ------------------ | ------------------ | --------- | -------- | -------- |
| 01       | Gianluigi Buffon   | Juventus Turin     | 1995–2021 | 657      |          |
| 02       | Paolo Maldini      | AC Mailand         | 1984–2009 | 647      |          |
| 03       | Francesco Totti    | AS Rom             | 1993–2017 | 619      |          |
| 04       | Javier Zanetti     | Inter Mailand      | 1995–2014 | 615      |          |
| 05       | Gianluca Pagliuca  | FC Bologna         | 1987–2007 | 592      |          |
| 06       | Dino Zoff          | Juventus Turin     | 1961–1983 | 570      |          |
| 07       | Samir Handanovič   | Inter Mailand      | 2004–2023 | 566      |          |
| 08       | Pietro Vierchowod  | Sampdoria Genua    | 1980–2000 | 562      |          |
| 09       | Fabio Quagliarella | Sampdoria Genua    | 1999–2023 | 556      |          |
| 10       | Roberto Mancini    | Sampdoria Genua    | 1981–2000 | 541      |          |
| 11       | Silvio Piola       | Lazio Rom          | 1929–1954 | 537      |          |
| 12       | Enrico Albertosi   | AC Florenz         | 1958–1980 | 532      |          |
| 13       | Gianni Rivera      | AC Mailand         | 1958–1979 | 527      |          |
| 14       | Giuseppe Bergomi   | Inter Mailand      | 1979–1999 | 519      |          |
| 15       | Alberto Gilardino  | AC Florenz         | 1999–2017 | 514      |          |
| 16       | Andrea Consigli    | US Sassuolo Calcio | 2005–2025 | 510      |          |
| 17       | Antonio Candreva   | Lazio Rom          | 2004–2024 | 502      |          |
| 18       | Ciro Ferrara       | Juventus Turin     | 1984–2005 | 500      |          |

### Tore

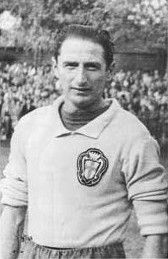
Silvio Piola

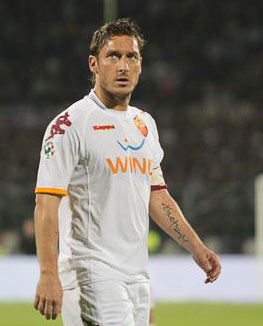
Francesco Totti

| Tore | Tore                 | Tore           | Tore      | Tore | Tore |
| #    | Name                 | Verein         | Zeitraum  | Tore |      |
| ---- | -------------------- | -------------- | --------- | ---- | ---- |
| 01   | Silvio Piola         | Lazio Rom      | 1929–1954 | 274  |      |
| 02   | Francesco Totti      | AS Rom         | 1993–2017 | 250  |      |
| 03   | Gunnar Nordahl       | AC Mailand     | 1948–1958 | 225  |      |
| 04   | Giuseppe Meazza      | Inter Mailand  | 1929–1947 | 216  |      |
| 05   | José Altafini        | AC Mailand     | 1958–1976 | 216  |      |
| 06   | Antonio Di Natale    | Udinese Calcio | 2002–2016 | 209  |      |
| 07   | Roberto Baggio       | Juventus Turin | 1985–2004 | 205  |      |
| 08   | Ciro Immobile        | Lazio Rom      | 2008–2024 | 201  |      |
| 09   | Kurt Hamrin          | AC Florenz     | 1956–1971 | 190  |      |
| 10   | Giuseppe Signori     | Lazio Rom      | 1991–2004 | 188  |      |
| 10   | Alessandro Del Piero | Juventus Turin | 1993–2012 | 188  |      |
| 10   | Alberto Gilardino    | AC Florenz     | 1999–2018 | 188  |      |

### Torschützenkönige

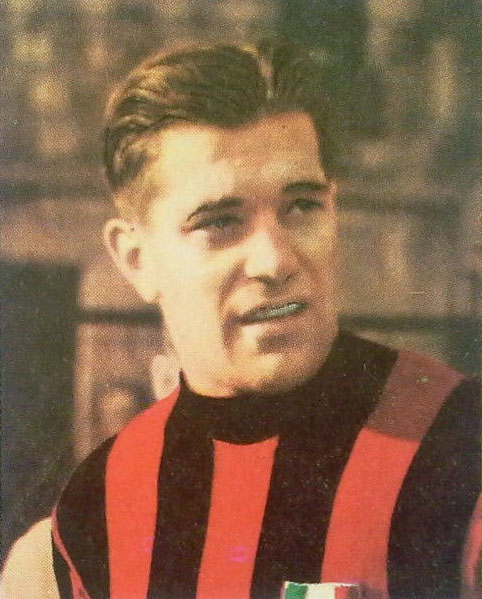
Gunnar Nordahl, fünfmaliger Torschützenkönig

Die Capocannoniere-Auszeichnung (ˌkapokanːoˈnjɛːre) wird von der Associazione Italiana Calciatori (Italienische Fußballspielervereinigung) an den besten Torschützen jeder Serie-A-Saison vergeben.
Rekord-Torschützenkönige sind mit jeweils 36 Toren Gino Rossetti (FC Turin 1928/29), Gonzalo Higuaín (SSC Neapel 2015/16) und Ciro Immobile (Lazio Rom 2019/20). Gunnar Nordahl (AC Mailand) wurde als einziger Spieler insgesamt fünfmal Torschützenkönig.
| Saison    | Name                                          | Verein                         | Tore              |
| --------- | --------------------------------------------- | ------------------------------ | ----------------- |
| 1928/29   | Gino Rossetti                                 | FC Turin                       | 36                |
| 1929/30   | Giuseppe Meazza                               | Inter Mailand                  | 31                |
| 1930/31   | Rodolfo Volk                                  | AS Rom                         | 29                |
| 1931/32   | Angelo Schiavio Pedro Petrone                 | FC Bologna AC Florenz          | 25                |
| 1932/33   | Felice Borel                                  | Juventus Turin                 | 29                |
| 1933/34   | Felice Borel                                  | Juventus Turin                 | 31                |
| 1934/35   | Enrique Guaita                                | AS Rom                         | 28                |
| 1935/36   | Giuseppe Meazza                               | Inter Mailand                  | 25                |
| 1936/37   | Silvio Piola                                  | Lazio Rom                      | 21                |
| 1937/38   | Giuseppe Meazza                               | Inter Mailand                  | 20                |
| 1938/39   | Ettore Puricelli Aldo Boffi                   | FC Bologna AC Mailand          | 19                |
| 1939/40   | Aldo Boffi                                    | AC Mailand                     | 24                |
| 1940/41   | Ettore Puricelli                              | FC Bologna                     | 22                |
| 1941/42   | Aldo Boffi                                    | AC Mailand                     | 22                |
| 1942/43   | Silvio Piola                                  | Lazio Rom                      | 21                |
| 1943–1945 | Nicht ausgespielt                             | Nicht ausgespielt              | Nicht ausgespielt |
| 1945/46   | Guglielmo Gabetto                             | FC Turin                       | 22                |
| 1946/47   | Valentino Mazzola                             | FC Turin                       | 29                |
| 1947/48   | Giampiero Boniperti                           | Juventus Turin                 | 27                |
| 1948/49   | István Nyers                                  | Inter Mailand                  | 26                |
| 1949/50   | Gunnar Nordahl                                | AC Mailand                     | 35                |
| 1950/51   | Gunnar Nordahl                                | AC Mailand                     | 34                |
| 1951/52   | John Hansen                                   | Juventus Turin                 | 30                |
| 1952/53   | Gunnar Nordahl                                | AC Mailand                     | 26                |
| 1953/54   | Gunnar Nordahl                                | AC Mailand                     | 23                |
| 1954/55   | Gunnar Nordahl                                | AC Mailand                     | 27                |
| 1955/56   | Gino Pivatelli                                | FC Bologna                     | 29                |
| 1956/57   | Dino da Costa                                 | AS Rom                         | 22                |
| 1957/58   | John Charles                                  | Juventus Turin                 | 28                |
| 1958/59   | Antonio Angelillo                             | Inter Mailand                  | 33                |
| 1959/60   | Omar Sívori                                   | Juventus Turin                 | 28                |
| 1960/61   | Sergio Brighenti                              | Sampdoria Genua                | 27                |
| 1961/62   | José Altafini Aurelio Milani                  | AC Mailand AC Florenz          | 22                |
| 1962/63   | Harald Nielsen Pedro Manfredini               | FC Bologna AS Rom              | 19                |
| 1963/64   | Harald Nielsen                                | FC Bologna                     | 21                |
| 1964/65   | Sandro Mazzola Alberto Orlando                | Inter Mailand AC Florenz       | 17                |
| 1965/66   | Luís Vinício                                  | Vicenza Calcio                 | 25                |
| 1966/67   | Luigi Riva                                    | Cagliari Calcio                | 18                |
| 1967/68   | Pierino Prati                                 | AC Mailand                     | 15                |
| 1968/69   | Luigi Riva                                    | Cagliari Calcio                | 21                |
| 1969/70   | Luigi Riva                                    | Cagliari Calcio                | 21                |
| 1970/71   | Roberto Boninsegna                            | Inter Mailand                  | 24                |
| 1971/72   | Roberto Boninsegna                            | Inter Mailand                  | 22                |
| 1972/73   | Giuseppe Savoldi Paolino Pulici Gianni Rivera | FC Bologna FC Turin AC Mailand | 17                |
| 1973/74   | Giorgio Chinaglia                             | Lazio Rom                      | 24                |
| 1974/75   | Paolino Pulici                                | FC Turin                       | 18                |
| 1975/76   | Paolino Pulici                                | FC Turin                       | 21                |
| 1976/77   | Francesco Graziani                            | FC Turin                       | 21                |
| 1977/78   | Paolo Rossi                                   | Vicenza Calcio                 | 24                |
| 1978/79   | Bruno Giordano                                | Lazio Rom                      | 19                |

| Saison    | Name                         | Verein                         | Tore |
| --------- | ---------------------------- | ------------------------------ | ---- |
| 1979/80   | Roberto Bettega              | Juventus Turin                 | 16   |
| 1980/81   | Roberto Pruzzo               | AS Rom                         | 18   |
| 1981/82   | Roberto Pruzzo               | AS Rom                         | 15   |
| 1982/83   | Michel Platini               | Juventus Turin                 | 16   |
| 1983/84   | Michel Platini               | Juventus Turin                 | 20   |
| 1984/85   | Michel Platini               | Juventus Turin                 | 18   |
| 1985/86   | Roberto Pruzzo               | AS Rom                         | 19   |
| 1986/87   | Pietro Paolo Virdis          | AC Mailand                     | 17   |
| 1987/88   | Diego Maradona               | SSC Neapel                     | 15   |
| 1988/89   | Aldo Serena                  | Inter Mailand                  | 22   |
| 1989/90   | Marco van Basten             | AC Mailand                     | 19   |
| 1990/91   | Gianluca Vialli              | Sampdoria Genua                | 19   |
| 1991/92   | Marco van Basten             | AC Mailand                     | 25   |
| 1992/93   | Giuseppe Signori             | Lazio Rom                      | 26   |
| 1993/94   | Giuseppe Signori             | Lazio Rom                      | 23   |
| 1994/95   | Gabriel Batistuta            | AC Florenz                     | 26   |
| 1995/96   | Igor Protti Giuseppe Signori | AS Bari Lazio Rom              | 24   |
| 1996/97   | Filippo Inzaghi              | Atalanta Bergamo               | 24   |
| 1997/98   | Oliver Bierhoff              | Udinese Calcio                 | 27   |
| 1998/99   | Márcio Amoroso               | Udinese Calcio                 | 22   |
| 1999/2000 | Andrij Schewtschenko         | AC Mailand                     | 24   |
| 2000/01   | Hernán Crespo                | Lazio Rom                      | 26   |
| 2001/02   | David Trezeguet Dario Hübner | Juventus Turin Piacenza Calcio | 24   |
| 2002/03   | Christian Vieri              | Inter Mailand                  | 24   |
| 2003/04   | Andrij Schewtschenko         | AC Mailand                     | 24   |
| 2004/05   | Cristiano Lucarelli          | AS Livorno                     | 24   |
| 2005/06   | Luca Toni                    | AC Florenz                     | 31   |
| 2006/07   | Francesco Totti              | AS Rom                         | 26   |
| 2007/08   | Alessandro Del Piero         | Juventus Turin                 | 21   |
| 2008/09   | Zlatan Ibrahimović           | Inter Mailand                  | 25   |
| 2009/10   | Antonio Di Natale            | Udinese Calcio                 | 29   |
| 2010/11   | Antonio Di Natale            | Udinese Calcio                 | 28   |
| 2011/12   | Zlatan Ibrahimović           | AC Mailand                     | 28   |
| 2012/13   | Edinson Cavani               | SSC Neapel                     | 29   |
| 2013/14   | Ciro Immobile                | FC Turin                       | 22   |
| 2014/15   | Luca Toni Mauro Icardi       | Hellas Verona Inter Mailand    | 22   |
| 2015/16   | Gonzalo Higuaín              | SSC Neapel                     | 36   |
| 2016/17   | Edin Džeko                   | AS Rom                         | 29   |
| 2017/18   | Mauro Icardi Ciro Immobile   | Inter Mailand Lazio Rom        | 29   |
| 2018/19   | Fabio Quagliarella           | Sampdoria Genua                | 26   |
| 2019/20   | Ciro Immobile                | Lazio Rom                      | 36   |
| 2020/21   | Cristiano Ronaldo            | Juventus Turin                 | 29   |
| 2021/22   | Ciro Immobile                | Lazio Rom                      | 27   |
| 2022/23   | Victor Osimhen               | SSC Neapel                     | 26   |
| 2023/24   | Lautaro Martínez             | Inter Mailand                  | 24   |
| 2024/25   | Mateo Retegui                | Atalanta Bergamo               | 25   |

#### Anzahl der Torschützenkönige pro Verein
- AC Mailand: 17
- Inter Mailand: 14
- Juventus Turin: 13
- Lazio Rom: 10
- AS Rom: 9
- FC Bologna: 7
- FC Turin: 6
- AC Florenz: 5
- Udinese Calcio, SSC Neapel: jeweils 4
- Cagliari Calcio, Sampdoria Genua: jeweils 3
- Atalanta Bergamo, Vicenza Calcio: 2
- SSC Bari, AS Livorno, Piacenza Calcio, Hellas Verona: jeweils 1

### Als Europas Fußballer des Jahres (Ballon d’Or) ausgezeichnete Serie-A-Spieler

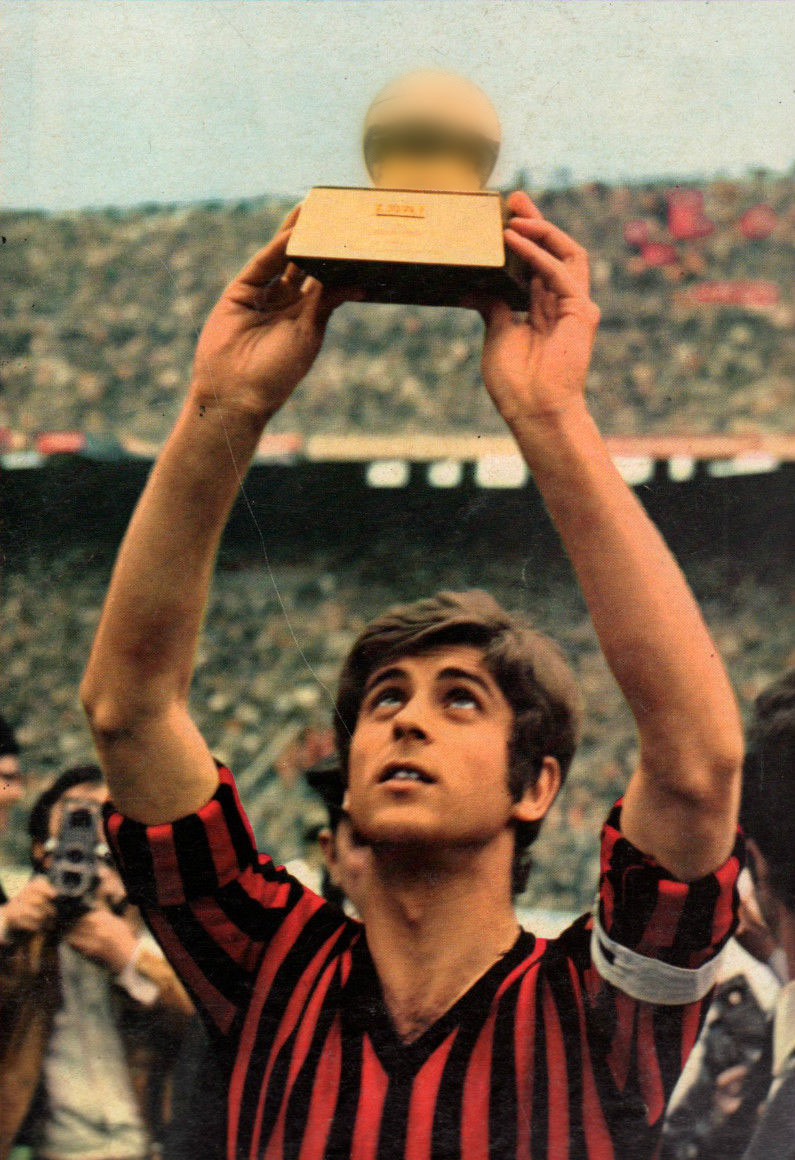
Gianni Rivera

- Omar Sívori: 1961 (Juventus Turin)
- Gianni Rivera: 1969 (AC Mailand)
- Paolo Rossi: 1982 (Juventus Turin)
- Michel Platini: (3) 1983, 1984, 1985 (Juventus Turin)
- Ruud Gullit: 1987 (AC Mailand)
- Marco van Basten: (3) 1988, 1989, 1992 (AC Mailand)
- Lothar Matthäus: 1990 (Inter Mailand)
- Roberto Baggio: 1993 (Juventus Turin)
- George Weah: 1995 (AC Mailand)
- Ronaldo: (2) 1997, 2002 (Inter Mailand)
- Zinédine Zidane: 1998 (Juventus Turin)
- Pavel Nedvěd: 2003 (Juventus Turin)
- Andrij Schewtschenko: 2004 (AC Mailand)
- Fabio Cannavaro: 2006 (Juventus Turin)
- Kaká: 2007 (AC Mailand)

### Als FIFA-Weltfußballer des Jahres ausgezeichnete Serie-A-Spieler
- Lothar Matthäus: 1991 (Inter Mailand)
- Marco van Basten: 1992 (AC Mailand)
- Roberto Baggio: 1993 (Juventus Turin)
- George Weah: 1995 (AC Mailand)
- Ronaldo: (2) 1997, 2002 (Inter Mailand)
- Zinedine Zidane: (2) 1998, 2000 (Juventus Turin)
- Fabio Cannavaro: 2006 (Juventus Turin)
- Kaká: 2007 (AC Mailand)

## Vereinsrekorde
Stand: Saisonende 2021/22.
- Rekordmeister: Juventus Turin (36)
- Höchste Zahl an Serie-A-Spielzeiten: Inter Mailand (91)
- Höchste Punktzahl in einer Spielzeit (3-Punkte-Regel): Juventus Turin (102, 2013/14)
- Beste Tordifferenz in einer Spielzeit: AC Mailand (+73 Tore, 1949/50)
- Höchste Zahl an Toren in einer Spielzeit: AC Mailand (118 Tore, 1949/50)
- Geringste Zahl an Gegentoren in einer Spielzeit:
  - Cagliari Calcio (11 Gegentore, Meisterschaft mit 16 Mannschaften 1969/70)
  - AC Mailand (15 Gegentore, Meisterschaft mit 18 Mannschaften 1993/94)
  - Juventus Turin (20 Gegentore, Meisterschaft mit 20 Mannschaften 2011/12 und 2015/16)
  - FC Turin (33 Gegentore, Meisterschaft mit 21 Mannschaften 1947/48)
- Größter Abstand zwischen Platz 1 und Platz 2: 22 Punkte; Inter Mailand (97) vor AS Rom (75): Saison 2006/07

Längste Siegesserien
- Zu Beginn einer Saison: AS Rom (10 Spiele, 25. August bis 3. November 2013)
- Heimspiele saisonübergreifend: Juventus Turin (33 Spiele, 2015/16 und 2016/17)
- In einer Saison: Inter Mailand (17 Spiele, 2006/07)
- Heimspiele in einer Saison: Juventus Turin (19 Spiele, 2013/14)
- Auswärtsspiele in einer Saison: Inter Mailand (11 Spiele, 2006/07)

Am längsten ungeschlagen
- In einer Saison: Juventus Turin (38 Spiele, 2011/12); AC Mailand (34 Spiele, 1991/92); AC Perugia Calcio (30 Spiele, 1978/79)
- Saisonübergreifend: AC Mailand (58 Spiele, 26. Mai 1991 bis 21. März 1993)
- Heimspiele saisonübergreifend: FC Turin (88 Spiele, 31. Januar 1943 bis 6. November 1949)
- Auswärtsspiele saisonübergreifend: AC Mailand (38 Spiele, 1. September 1991 bis 31. Oktober 1993)

Siege
- Auswärtsspiele in einer Saison: Inter Mailand (15 Spiele, 2006/07)

Höchste Zuschauerzahl in einem Spiel
- SSC Neapel – AC Perugia Calcio (89.992 Zuschauer, 20. Oktober 1979)[17]

## Funktionäre

Logo der Federazione Italiana Giuoco Calcio

Seit 2024 ist Ezio Simonelli Präsident der Lega Nazionale Professionisti, einer Unterorganisation des italienischen Fußballverbandes Federazione Italiana Giuoco Calcio und somit Vorsitzender der Serie A und Serie B.
Dem untergeordnet ist ein Rat von Funktionären, jeweils einer für die Serie A und Serie B. Dieser trifft Entscheidungen, die Vorgaben zur Finanzierung, Leitung und Organisation der zuständigen Liga betreffend. Es handelt sich bei diesen Verantwortlichen jeweils um Geschäftsführer oder Präsidenten von Vereinen in der Serie A oder B.
Sportgerichtliche Entscheidungen und sonstige Disziplinarstrafen wie Stadionverbote und Geldstrafen trifft der Disziplinärausschuss der Lega Calcio. Disziplinarstrafen für Spieler trifft das Sportgericht der Lega Calcio mit Hilfe eines Vertreters der AIA (Associazione italiana arbitra; deutsch: Italienischer Schiedsrichterverband).

## UEFA-Fünfjahreswertung
Platzierung in der UEFA-Fünfjahreswertung:
(in Klammern die Vorjahresplatzierung). Die Kürzel CL, EL und CO hinter den Länderkoeffizienten geben die Anzahl der Vertreter in der Saison 2026/27 der Champions League, der Europa League sowie der Conference League an.
- 01.  (01)  England (Liga, Pokal, Ligapokal) – Koeffizient: 115.196 – CL: 4, EL: 2, CO: 1
- 02.  (02)  Italien (Liga, Pokal) – Koeffizient: 97.231 – CL: 4, EL: 2, CO: 1
- 03.  (03)  Spanien (Liga, Pokal) – Koeffizient: 94.453 – CL: 4, EL: 2, CO: 1
- 04.  (04)  Deutschland (Liga, Pokal) – Koeffizient: 86.331 – CL: 4, EL: 2, CO: 1

Stand: Ende der Europapokalsaison 2024/25